# Triângulo urogenital

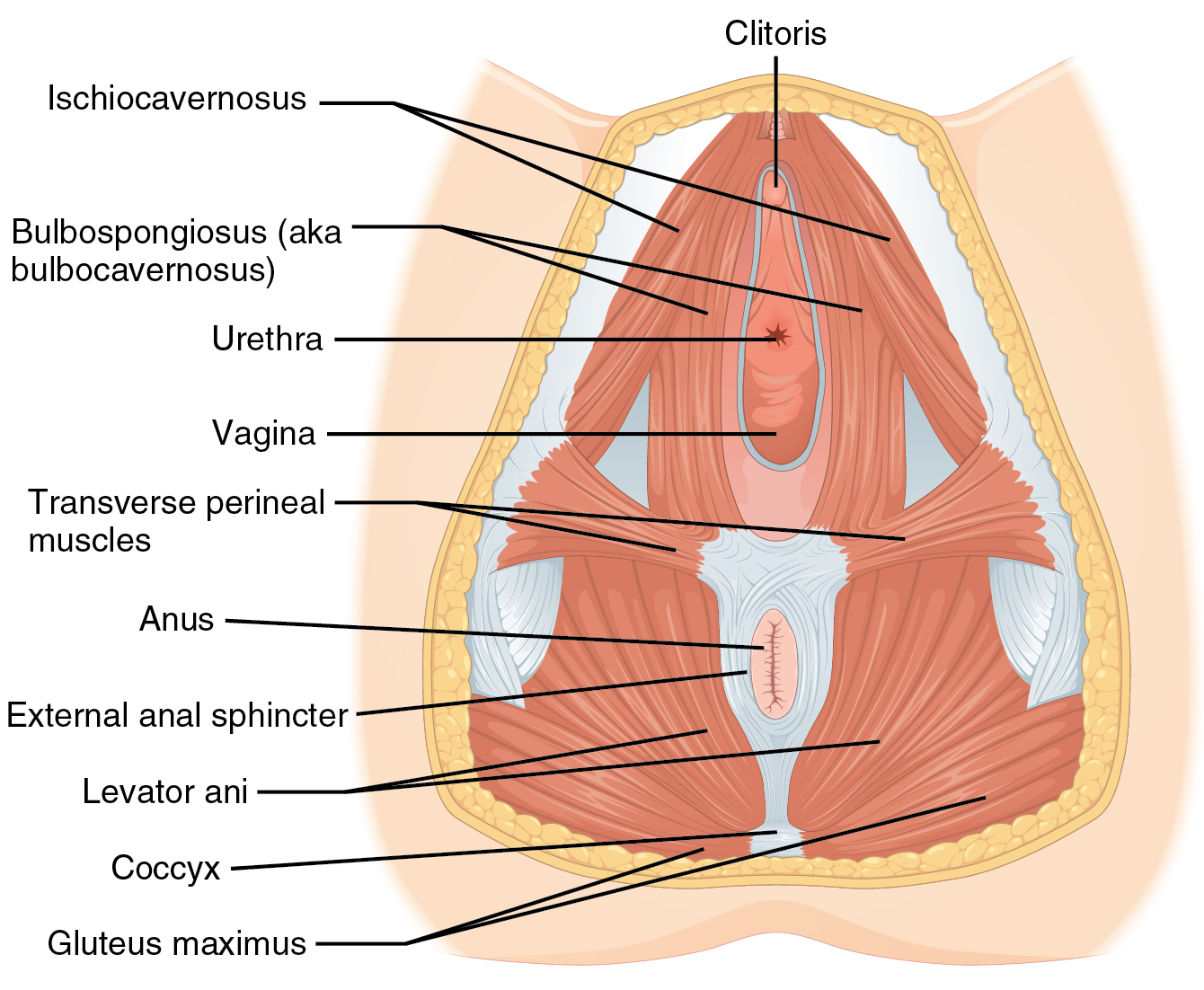
Músculos do períneo no sexo feminino. A triângulo urogenital corresponde aproximadamente à metade superior.

Triângulo urogenital ou trígono urogenital é a metade anterior do períneo. Contém as raízes dos órgãos genitais externos e as aberturas do sistema urogenital. Em mamíferos do sexo feminino, contém a vagina e a vulva.